# ساتيرة سخامية
ساتيرة سخامية (الاسم العلمي:Satyrus ferula) (بالإنجليزية: Great sooty satyr)‏ هي نوع من الحشرات يتبع جنس الساتيرة من فصيلة الحورائيات.